# Love Among the Cannibals
Albums de Starship
No Protection
(1987) Greatest Hits (Ten Years and Change 1979-1991)
(1991)
Singles
1. Wild Again
Sortie : 1988
2. It's Not Enough
Sortie : 1989
3. I Didn't Mean to Stay All Night
Sortie : 1989
4. I'll Be There
Sortie : 1989

Love Among the Cannibals est le troisième album de Starship, sorti en 1989, après le départ de Grace Slick.

## Titres
1. The Burn (Martin Page, Bernie Taupin, Mike Shipley) – 4:24
2. It's Not Enough (Martin Page, Tommy Funderburk, Mike Shipley, Larry Klein) – 4:51
3. Trouble in Mind (Joel Feeney, Tim Thorney, Rachel Oldfield, Tom Lord-Alge, Starship) – 4:35
4. I Didn't Mean to Stay All Night (Robert Lange, Mike Shipley, Larry Klein) – 4:51
5. Send a Message (Mickey Thomas, Mark Morgan, Steve Diamond, Tom Lord-Alge, Starship) – 4:50
6. Wild Again (John Bettis, Michael Clark, Phil Galdston, Starship) – 4:44
7. Love Among the Cannibals (Mickey Thomas, Mark Morgan, Starship) – 3:43
8. Dream Sequence / We Dream in Color (Mark Morgan, Mickey Thomas, Phil Galdston, Starship) – 6:27
9. Healing Waters (Martin Page, Tom Lord-Alge, Starship) – 4:57
10. Blaze of Love (Chris Thompson, John Van Tongeren, Phil Galdston, Tom Lord-Alge, Starship) – 4:34
11. I'll Be There (Mickey Thomas, Craig Chaquico, Steve Diamond, Tom Lord-Alge, Starship) – 5:31

## Musiciens

### Starship
- Mickey Thomas : chant
- Craig Chaquico : guitare
- Donny Baldwin : batterie, chœurs
- Mark Morgan : claviers
- Brett Bloomfield : basse, chœurs

### Autres musiciens
- Pete Woodroffe : claviers
- Michael Landau : guitare
- Larry Klein : claviers
- Collyer Spreen : claviers
- Sammy Merendino : claviers
- Tommy Funderburk, Robert Lange, Chris Thompson, Jeff Pescetto, Tom Lord-Alge : chœurs
- Greg Shaw : claviers, trompette